# Episodi di Un uomo in casa (quarta stagione)
La quarta stagione della serie televisiva Un uomo in casa (Man About the House) è andata in onda nel Regno Unito dal 6 marzo al 10 aprile 1975 sulla ITV.
In Italia, alcuni episodi di questa stagione sono andati in onda su Rai 2 nel dicembre 1978 nel corso del programma-contenitore preserale Buonasera con... Renato Rascel.
| nº | Titolo originale          | Titolo italiano          | Prima TV GB    | Prima TV Italia  |
| -- | ------------------------- | ------------------------ | -------------- | ---------------- |
| 1  | Home and Away             | Weekend per strada       | 6 marzo 1975   |                  |
| 2  | One for the Road          | Scuola guida             | 13 marzo 1975  | 1º dicembre 1978 |
| 3  | All in the Game           | Il tarlo del gioco       | 20 marzo 1975  |                  |
| 4  | Never Give Your Real Name | Mai dire il nome vero    | 27 marzo 1975  | 4 dicembre 1978  |
| 5  | The Tender Trap           | Di mamma ce n'è una sola | 3 aprile 1975  | 7 dicembre 1978  |
| 6  | My Son, My Son            | Figlio, figlio mio!      | 10 aprile 1975 | 8 dicembre 1978  |